# Stjørdalshalsen
Stjørdalshalsen is een plaats in de Noorse gemeente Stjørdal, provincie Trøndelag. Stjørdalshalsen telt 10494 inwoners (2007) en heeft een oppervlakte van 7,18 km².